# حصار ناصری تهران

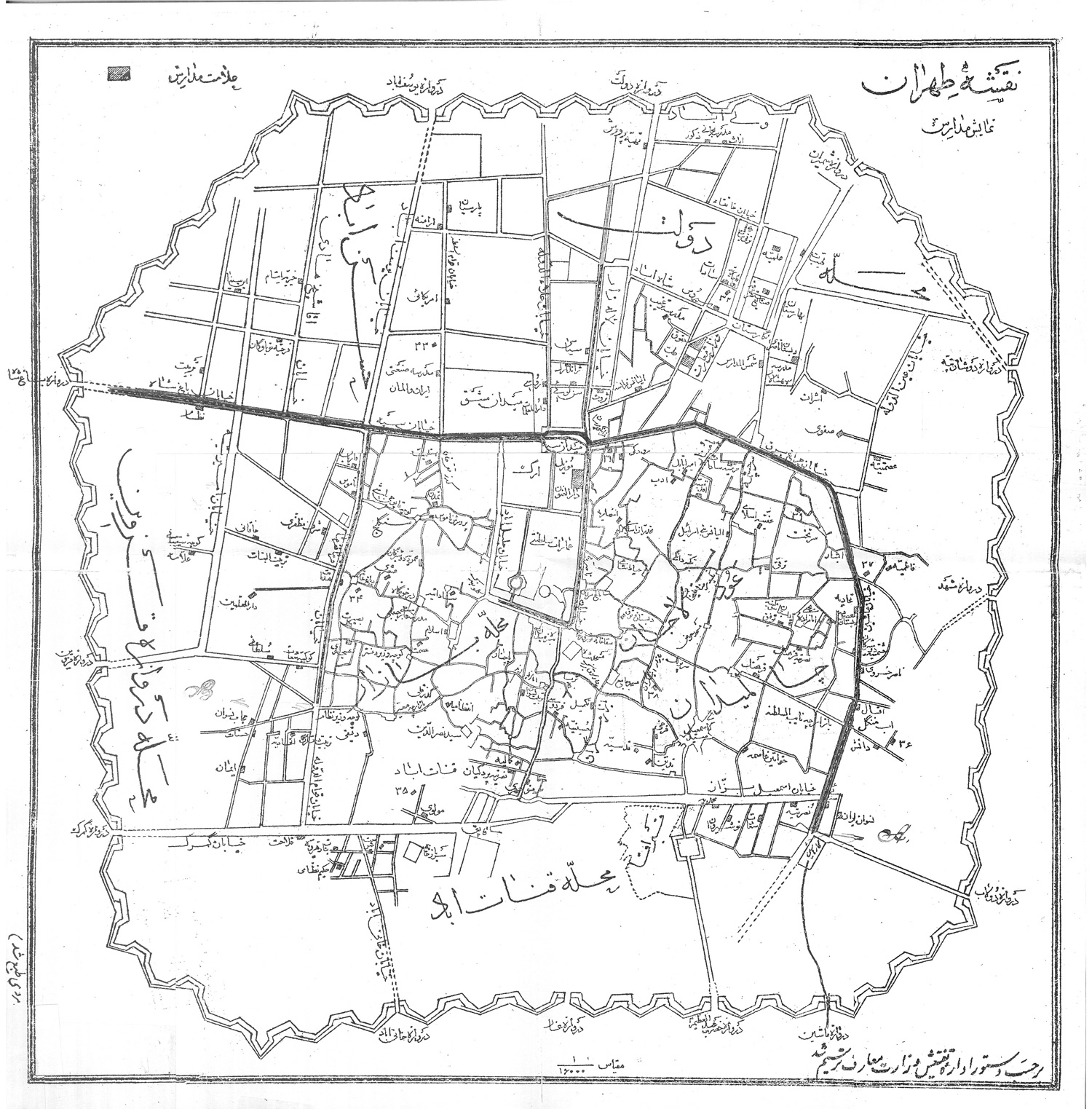
نقشه تهران - وزارت علوم - ۱۳۰۱ خورشیدی

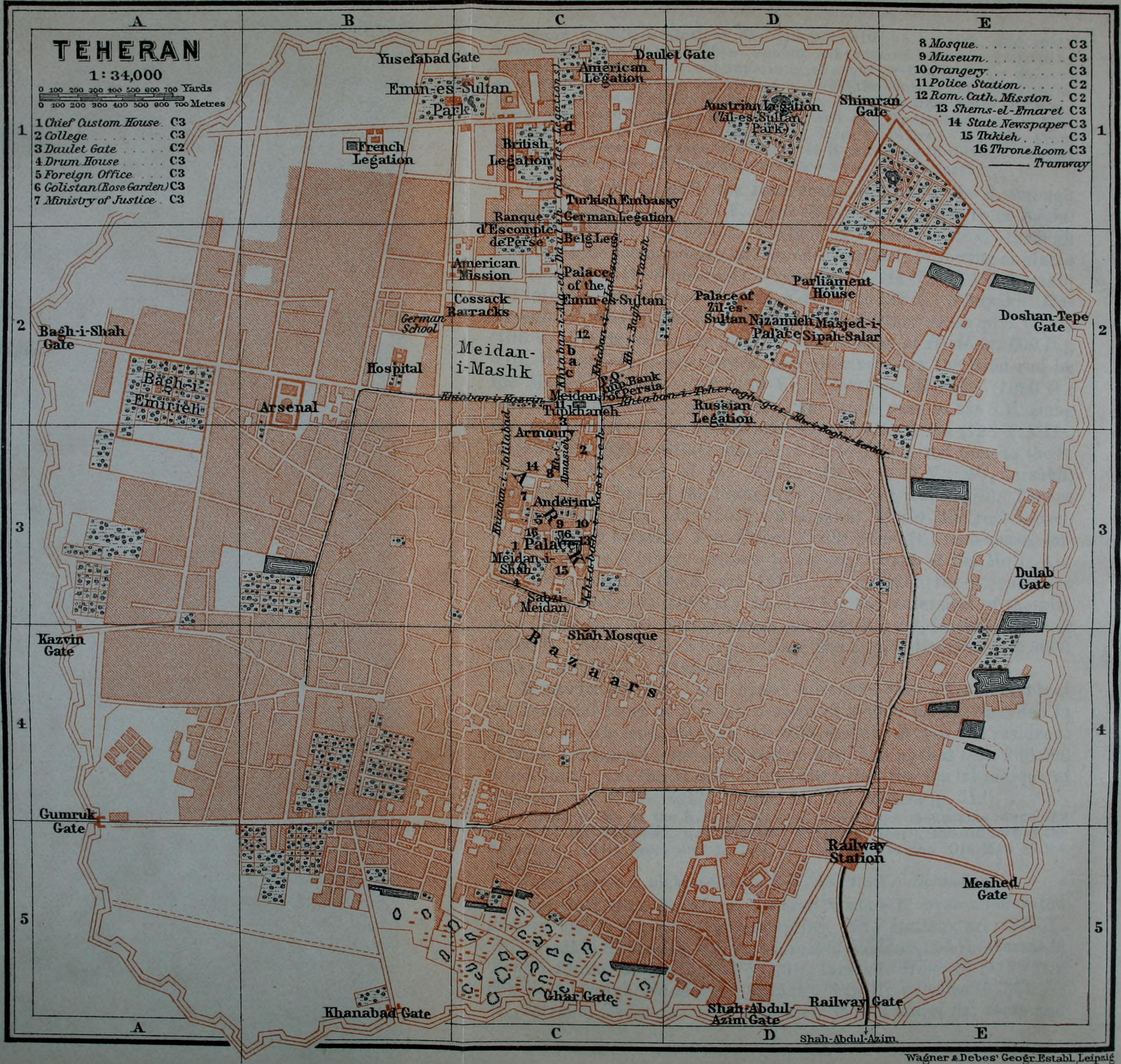
نقشه تهران - توسط شرکت Karl Baedeker
- در سال ۱۹۱۴ میلادی

حصار ناصری محدوده‌ای به شکل هشت‌ضلعی در کلان‌شهر تهران است که احداث حصارهای آن در سال ۱۲۸۴ قمری به فرمان ناصرالدین‌شاه آغاز شد.

## تاریخچه
«ناصرالدین شاه در سال ۱۲۶۳ ق به سلطنت رسید. تهران تا ۲۰ سال بعد از به قدرت رسیدن ناصرالدین شاه تغییرات عمده‌ای نکرد، در نتیجه شاه در سال ۱۲۸۴ ق فرمان احداث حصار جدید را صادر کرد. با مهاجرت مردم به تهران و کمبود جا، مردم را به سکونت در پشت دروازه‌های شهر کشانده بود.» (اتحادیه، ۱۳۷۷)
میرزا عیسی وزیر که از دولتمردان زمان ناصرالدین شاه قاجار است و چندین مرتبه از سوی ناصرالدین شاه مورد تشویق قرار گرفته است «همراه با میرزا یوسف مستوفی‌الممالک از طرف شاه مأمور شدند که حصار جدید را احداث کنند. حصارکشی چنان مقدر شد که از سمت دروازهٔ شمیران ۱٬۸۰۰ ذرع و از جهت‌های دیگر ۱٬۰۰۰ ذرع به مساحت شهر تهران اضافه شود.»
میرزا عیسی وزیر، میرزا رضا مهندس باشی که طراحی شهری و عمران تحصیل کرده انگلستان بود را به عنوان مسئول طراحی و اجرای این حصار قرار داد، میرزا رضا دیگر به رسم دوران قدیم بارویی پیرامون شهر طراحی نکرد، بلکه یک خندق به دور شهر کند که نقش زه‌کشی داشت و از سیب جلوگیری میکرد، و دروازه‌هایی پیرامون شهر تعبیه کرد. این اولین توسعه مدرن تهران بود.

## مشخصات و توصیف‌ها
محدودهٔ حصار ناصری تهران کمابیش چنین است: از شمال خیابان انقلاب کنونی، از غرب خیابان کارگر جنوبی کنونی، از جنوب خیابان شوش کنونی و از شرق خیابان ۱۷ شهریور کنونی.
باروی شهر تهران به شکل ۸ ضلعی با دوازده دروازه به نام‌های «دروازه شمیران (در انتهای پل چوبی)، دروازه دوشان‌تپه (در میدان شهدا)، دروازه دولاب (در سه‌راه شکوفه)، دروازه خراسان (در میدان خراسان)، دروازه شاه عبدالعظیم (در میدان شوش)، دروازه غار (در تقاطع خیابان‌های شوش و هرندی)، دروازه خانی‌آباد (در محل تلاقی خیابان‌های شوش و شهید رجایی)، دروازه گمرک (در انتهای خیابان مولوی)، دروازه قزوین (در نزدیکی میدان قزوین)، دروازه باغشاه (در انتهای خیابان امام خمینی)، دروازه یوسف‌آباد (در محل تقاطع خیابان‌های جمهوری و حافظ) و دروازه بهجت‌آباد و دروازه چراغ برق» درآمد. (معتقدی، ۱۳۹۷).
«این دروازه‌ها شب‌ها بسته می‌شد و آمدورفت از آنها ممنوع می‌شد، مگر با گفتن (اسم شب) که همه‌روزه وزیر دربار آن را به رئیس قراولان می‌داد .عین‌السلطنه قهرمان میرزا سالور، دومین پسر شاهزاده عبدالصمد میرزا عزالدولة بن محمد شاه قاجار؛ یعنی برادرزادهٔ ناصرالدین شاه بود در خاطرات خود ضمن شکایت از وضع شهر تهران پس از گسترش آن می‌گوید:
«زحمت کشیدند شهر را بزرگ کردند، اما بدتر و تنگ‌تر از شهر قدیم طهران، مثل این می‌ماند که زمین اینجاها ذرعی هزار تومان قیمت داشته و حال آنکه تماماً بی‌صاحب و بدون قیمت بوده. هر کس به خیال خود بنایی کرده. یک نفر نبوده که مهندسی کند؛ اول نقشهٔ شهر را بکشد و خیابان‌ها جدا کند و حدود معین کند، آن وقت خلق شروع به ساختن عمارت کند. باری هزار مرتبه کثیف‌تر و بدتر از شهر قدیم است. فقط دو سه خیابان درست کردند. آن هم آنقدرها وسعت ندارد و از بس دکان‌ها از طرفین درست کرده و سواد دکان‌ها را جلو آورده و نهر آب و درخت‌های بی‌معنی کاشته‌اند، ترموه کشیده، چاه و ممر قنات درست کرده اند، از کوچه بدتر شده است. شهر قدیم را سخت است قشنگ کرد، شهر جدید که صحرای صاف است چه سختی دارد که اینطور کردند.» (عین‌السلطنه، ۱۳۷۴، ص ۵۶۱) 